# Selezione maschile di calcio dell'Isola di Wight
La Selezione di calcio dell'Isola di Wight è la rappresentativa di calcio dell'Isola di Wight, contea inglese. Dipende dalla Isle of Wight Football Association, fondata nel 1892 e parte integrante della Football Association.
La selezione calcistica non fa parte né della FIFA né della UEFA e quindi non partecipa alle qualificazioni per le fasi finali dei Mondiali di calcio.
Essendo membro dell'International Island Games Association, questa rappresentativa partecipa agli Island Games, competizione che ha vinto nell'edizione 1996

## Storia agli Island Games
Nel 1991 l'Isola di Wight, esordio in Island Games, affrontò nel secondo turno l'Anglesey, che lo batté 5-1 e lo eliminò. Due anni dopo venne eliminata da Guernsey al terzo turno, poi batté Rodi 6-0 nella finale 5º posto. Nel 1995 in Gibilterra riuscì ad alzare il trofeo battendo in finale Saaremaa 4-1. Nel 1997 sfiorò la finale perdendo 3-2 al golden gol contro Jersey, nel 1999 invece perse 3-0 contro Aland, ma entrambi gli anni riuscì a conquistare il terzo posto. L'Isola di Wight aveva bisogno di un altro trofeo ma nel 2001 perse 3-0 con Jersey e arrivò quarta perdendo 2-0 con l'Isola di Man, nel 1999, l'anno sorpresa di Hitra che aveva battuto la forte Jersey, l'Isola di Wight perse proprio contro Hitra 1-0, che perse poi in finale contro Shetland. Nel 2009 supera a fatica il girone e perde poi 4-1 contro la Groenlandia. Nel 2003 eliminò al secondo turno Sark 20-0 e detiene il record di gol segnati in Island Games.

## Piazzamenti agli Island Games
| Anno   | Turno           | Posizione | G  | V  | N | P  | GF | GS |
| ------ | --------------- | --------- | -- | -- | - | -- | -- | -- |
| 1991   | Finale 7º posto | 7°        | 4  | 1  | 1 | 2  | 3  | 10 |
| 1993   | Finale 5º posto | 5°        | 4  | 2  | 1 | 1  | 4  | 3  |
| 1995   | Campione        | 1°        | 5  | 4  | 0 | 1  | 7  | 3  |
| 1997   | Finale 3º posto | 3°        | 4  | 2  | 2 | 0  | 7  | 2  |
| 1999   | Finale 3º posto | 3°        | 5  | 4  | 0 | 1  | 22 | 8  |
| 2001   | Finale 3º posto | 4°        | 4  | 1  | 1 | 2  | 6  | 6  |
| 2003   | Finale 3º posto | 4°        | 5  | 2  | 0 | 3  | 24 | 9  |
| 2009   | Finale 9º posto | 10°       | 4  | 1  | 0 | 3  | 6  | 10 |
| Totale | 8/11            |           | 35 | 17 | 5 | 13 | 79 | 49 |

## Statistiche incontri
| Avversario     | G | V | N | P | GF | GS |
| -------------- | - | - | - | - | -- | -- |
| Isole Åland    | 3 | 1 | 0 | 2 | 5  | 3  |
| Anglesey       | 4 | 0 | 2 | 2 | 3  | 9  |
| Frøya          | 1 | 1 | 0 | 0 | 6  | 2  |
| Gibilterra     | 4 | 2 | 0 | 2 | 3  | 6  |
| Groenlandia    | 5 | 3 | 1 | 1 | 13 | 6  |
| Guernsey       | 5 | 1 | 2 | 2 | 8  | 9  |
| Hitra          | 1 | 1 | 0 | 0 | 4  | 0  |
| Isola di Man   | 2 | 1 | 0 | 1 | 2  | 5  |
| Isole Shetland | 2 | 1 | 1 | 0 | 2  | 0  |
| Jersey         | 5 | 1 | 0 | 4 | 3  | 10 |
| Rodi           | 2 | 1 | 0 | 1 | 4  | 3  |
| Saaremaa       | 2 | 2 | 0 | 0 | 11 | 2  |
| Sark           | 1 | 1 | 0 | 0 | 20 | 0  |